# Virginia Boccabadati
Virginia Gazzuoli, passata alla storia con il nome d'arte di Virginia Boccabadati, dal cognome della madre (Modena, 1828 – Torino, 1922), è stata un soprano italiano.

## Biografia
Figlia di Luigia Boccabadati, famosa cantante e insegnante di canto modenese, da piccola studiò e fece apprendistato con la madre, esordendo brillantemente a Palermo nel 1847 come protagonista della Linda di Chamounix di Donizetti. Si sposò giovanissima con il conte Carignani ed insieme al marito, partecipò nel 1848 alle cinque giornate di Milano, in relazione a cui esiste anche testimonianza di un episodio che la vide portare la sua carrozza a rinforzo di una barricata.
Gli avvenimenti politici dell'epoca la tennero lontana dalle scene per quasi tre anni, fino al 1850, quando tornò a cantare al Teatro della Pergola di Firenze, ne I masnadieri di  Verdi. Si esibì poi spesso assieme al cognato, il baritono Felice Varesi, primo interprete del Rigoletto. Nella sua carriera, si possono annoverare le sue prestazioni proprio in Rigoletto e soprattutto nella Traviata, per la quale Verdi in persona l'aveva addirittura proposta alla direzione del Teatro La Fenice come una delle possibili candidate ideali al ruolo di Violetta nella première dell'opera. In seguito però, in una sua confessione, la cantante ammise di preferire, alle opere del compositore bussetano, quelle di Bellini e di Donizetti.
Affermatasi soprattutto nel repertorio lirico-leggero, la Boccabadati fu in grado di non sfigurare anche in ruoli più spinti grazie al temperamento drammatico di cui era dotata.
Dopo che un incidente provocò l'indebolimento della sua voce, intensificò l'attività di insegnante e, dopo la morte del marito, accettò il posto di maestra di canto offertole da Carlo Pedrotti presso il Liceo Musicale di Pesaro. Qui, nel 1893, pubblicò, presso la locale tipografia Federici, le sue Osservazioni pratiche per lo studio del canto, "semplice, ma prezioso opuscoletto, in cui si trova qualche ricordo del metodo di canto materno e dei rapporti d'amicizia di Donizetti con la sua famiglia". Tra le sue allieve si contano Celestina Boninsegna e Maria Farneti, soprano mascagnano molto noto agli inizi del XX secolo.
In tarda età si ritirò nel Regio convitto delle vedove e nubili di civile condizione di Torino, dove morì quasi centenaria.